# Lonchophylla
Lonchophylla es un género de murciélagos perteneciente a la familia  Phyllostomidae.

## Especies
Género Lonchophylla
- Lonchophylla bokermanni Sazima, Vizotto & Taddei, 1978
- Lonchophylla cadenai Woodman & Timm, 2006
- Lonchophylla chocoana Dávalos, 2004
- Lonchophylla concava
- Lonchophylla dekeyseri Taddei, Vizotto & Sazima, 1983
- Lonchophylla fornicata Woodman, 2007
- Lonchophylla handleyi Hill, 1980
- Lonchophylla hesperia G. M. Allen, 1908
- Lonchophylla mordax Thomas, 1903
- Lonchophylla orcesi Albuja & Gardner, 2005
- Lonchophylla orienticollina Dávalos & Corthals, 2008
- Lonchophylla pattoni Woodman & Timm, 2006
- Lonchophylla robusta Miller, 1912
- Lonchophylla thomasi J. A. Allen, 1904